# Severomoravský krajský přebor 1962/1963
V soubojích 3. ročníku Severomoravského krajského přeboru 1962/63 (jedna ze skupin 3. fotbalové ligy) se utkalo 14 týmů každý s každým dvoukolovým systémem podzim–jaro. Tento ročník začal v srpnu 1962 a skončil v květnu 1963.

## Nové týmy v sezoně 1962/63
- Ze 2. ligy – sk. B 1961/62 nesestoupilo do Severomoravského krajského přeboru žádné mužstvo.
- Ze skupin I. A třídy Severomoravského kraje 1961/62 postoupila mužstva TJ Baník Havířov-Suchá, TJ Spartak Mohelnice a TJ Spartak Rožnov pod Radhoštěm.

## Konečná tabulka
Zdroj: 
| Poř. | Tým                                   | Z  | V  | R | P  | VG | OG | B  |
| ---- | ------------------------------------- | -- | -- | - | -- | -- | -- | -- |
| 1.   | TJ MŽ Olomouc                         | 26 | 18 | 4 | 4  | 64 | 20 | 40 |
| 2.   | TJ Baník Ostrava „B“                  | 26 | 17 | 3 | 6  | 87 | 30 | 37 |
| 3.   | TJ Baník Havířov-Suchá (N)            | 26 | 16 | 4 | 6  | 71 | 58 | 36 |
| 4.   | TJ ŽD Bohumín                         | 26 | 14 | 6 | 8  | 52 | 36 | 34 |
| 5.   | TJ Ostroj Opava                       | 26 | 12 | 5 | 9  | 71 | 54 | 29 |
| 6.   | TJ Baník 1. máj Karviná               | 26 | 13 | 3 | 10 | 68 | 55 | 29 |
| 7.   | TJ Rudá hvězda Vsetín                 | 26 | 12 | 5 | 9  | 55 | 42 | 29 |
| 8.   | TJ Spartak Rožnov pod Radhoštěm (N)   | 26 | 12 | 3 | 11 | 49 | 46 | 27 |
| 9.   | TJ Spartak Zbrojovka Vsetín           | 26 | 10 | 3 | 13 | 49 | 56 | 23 |
| 10.  | TJ Spartak PS Přerov                  | 26 | 9  | 3 | 14 | 43 | 65 | 21 |
| 11.  | TJ Spartak MEZ Frenštát pod Radhoštěm | 26 | 7  | 4 | 15 | 34 | 62 | 18 |
| 12.  | TJ Spartak Mohelnice (N)              | 26 | 7  | 2 | 17 | 44 | 91 | 16 |
| 13.  | TJ ŽD Pudlov                          | 26 | 6  | 1 | 19 | 31 | 60 | 13 |
| 14.  | VTJ Dukla Šumperk                     | 26 | 5  | 2 | 19 | 19 | 52 | 12 |

Poznámky:
- Z = Odehrané zápasy; V = Vítězství; R = Remízy; P = Prohry; VG = Vstřelené góly; OG = Obdržené góly; B = Body; (S) = Mužstvo sestoupivší z vyšší soutěže; (N) = Mužstvo postoupivší z nižší soutěže (nováček)

|  | Postup do 2. ligy – sk. B 1962/63                          |
|  | Sestup do skupin I. A třídy Severomoravského kraje 1962/63 |